# Symplecta fausta
Symplecta fausta är en tvåvingeart som först beskrevs av Alexander 1957.  Symplecta fausta ingår i släktet Symplecta och familjen småharkrankar. Inga underarter finns listade i Catalogue of Life.